# Reuven Ramaty High Energy Solar Spectroscopic Imager
Reuven Ramaty High Energy Solar Spectroscopic Imager  ou RHESSI (en français imageur spectroscopique des hautes énergies solaires), ou  Explorer 81, est un observatoire solaire à rayons X et gamma de l'agence spatiale américaine, la NASA. Cette mission spatiale à faible cout du programme Explorer (mission de type SMEX) avait pour objectif principal l'étude des phénomènes physiques à l'origine des éruptions solaires qui se déroulent à la surface de notre astre. Pour y parvenir le télescope embarqué était capable de déterminer la position et le spectre électromagnétique des rayons X et gamma produits par les électrons et les protons accélérés par ces éruptions avec une résolution spatiale et spectrale relativement fine. 
RHESSI est placé sur une orbite terrestre basse et quasi équatoriale (altitude 600 km et inclinaison orbitale de 38°) en 2002 par une lanceur aéroporté Pegasus XL. Sa mission s'achève en août 2018. Durant sa vie opérationnelle, qui s'est étendue sur plus d'un cycle solaire de 11 ans, l'observatoire spatial a enregistré plus de 100 000 événements. L'analyse des données recueillies a  contribué à expliquer les phénomènes physiques à l'origine de la libération des énormes quantités d'énergie durant les éruptions solaires. 

## Développement du projet
RHESSI est la 6e mission du programme Small Explorer (SMEX) de la NASA. Ce programme de l'agence spatiale américaine regroupe des missions scientifiques à faible cout. La proposition de mission est sélectionnée en octobre 1997. C'est la première mission de ce programme dont l'ensemble du cycle de vie (de la conception à la gestion en orbite) est placé sous la responsabilité du responsable scientifique du projet (Principal Investigator mode). 
Le planning de développement est très ambitieux (le lancement était programmé dès juillet 2000) pour coïncider avec le pic de l'activité du cycle solaire de 11 ans en cours. Mais durant des tests de vibration du satellite complet, qui se déroulent au Jet Propulsion Laboratory en juillet 2020, RHESSI est soumis à des vibrations beaucoup plus élevées que prévu (plus de 25 g au lieu de 2 g) qui endommagent l'engin spatial et son instrument. Malgré ce problème, RHESSI est remis en état en un temps record et est prêt pour le lancement fin 2020. Mais cette fois c'est le lanceur aéroporté Pegasus-XL retenu pour le lancement qui est rencontre des problèmes. La mise en orbite est reportée à mars 2001 puis à juin 2001. Une semaine avant la date de lancement prévue, un premier étage modifié de la fusée Pegasus, qui était utilisé pour propulser un prototype de l'avion-fusée X-43, explose en vol entrainant un nouveau report pour permettre d'identifier l'origine de cette incident. Finalement RHESSI est lancé le 2 février 2002.  
RHESSI est construit et mis en œuvre par le Space Sciences Laboratory de l'université de Californie à Berkeley pour le compte du Centre de vol spatial Goddard. L'instrumentation est fournie en partie par les laboratoires de recherche suisses : l'Institut Paul Scherrer et l'École polytechnique fédérale de Zurich. La plateforme (bus) est réalisée par la société Spectrum Astro de Gilbert (Arizona) (rachetée par la suite par General Dynamics).  RHESSI est conçu pour fournir des images des photons à hautes énergie émis durant les éruptions solaires allant des rayons X mous (~ 3 keV) jusqu'aux rayons gamma (jusqu'à ~ 20 MeV) et des spectroscopies à haute résolution jusqu'aux énergies des rayons gamma (~ 20 MeV). L'objectif scientifique est de comprendre où ces particules sont accélérées et jusqu'à quelle énergie. Nommé initialement HESSI, l'observatoire spatial est renommé RHESSI (Reuven Ramaty High Energy Solar Spectroscopic Imager à son lancement en l'honneur de Reuven Ramaty décédé en 2001, scientifique de la NASA pionnier de la physique des hautes énergies solaires et important contributeur du projet HESSI .

## Objectifs
L'objectif principal de la mission RHESSI est de recueillir des données sur l'accélération des particules et les libérations explosives d'énergie durant les éruptions solaires.  RHESSI devait permettre d'améliorer de manière importante l'observation des processus à haute énergie à l'œuvre au sein des éruptions solaires. Pour y parvenir l'observatoire spatial combinait dans un seul instrument un imageur permettant la localisation des événéments et un spectromètre permettant d'analyser à la fois le rayonnement X et gamma (alors que les observatoires précédents avaient recours à plusieurs instruments pour couvrir l'ensemble de la bande spectrale). RHESSI devait plus particulièrement répondre aux questions suivantes : 
- Comment une telle quantité d'énergie peut elle être libérée aussi rapidement durant une éruption solaire ?
- Comment un aussi grand nombre d'électrons et de protons peuvent ils être accélérés aussi rapidement et atteindre un tel niveau d'énergie ?
- Dans quelle région de l'atmosphère solaire les électrons et les protons sont ils accélérés et ou l'énergie est elle déposée ?

## Caractéristiques techniques
RHESSI est un engin spatial de forme cylindrique haut de 2,06 mètres pour un diamètre de 1,18 mètres. Sa masse est de 291,1 kg dont 130,8 kg pour l'instrument. Les panneaux solaires, qui produisent 534 Watts (220 Watts en moyenne dont 143 utilisé par l'instrument) et qui sont déployés en orbite, portent son envergure à 5,74 mètres. L'énergie électrique est stockée dans une batterie NiH2 d'une capacité de 15 Ah. L'observatoire solaire est stabilisé par rotation (15 tours par minute) et son instrument est maintenu pointé à 0,2° du centre du Soleil. Les données sont stockées dans une mémoire de masse d'une capacité de 4 gigaoctets. Les échanges avec le sol se font en bande S avec un débit qui peut atteindre 4 mégabits/seconde sur la liaison descendante et 2 kilobits par seconde sur la liaison montante. Le bus a une durée de vie garantie de deux ans avec un objectif de 3 ans,.

## Instrument
L'unique instrument de RHESSI est une caméra capable de réaliser des films en couleur de haute qualité restituant l'image du rayonnement X (à compter de 3 keV) et gamma (17 MeV) et de produire des spectres à haute résolution sur cette même bande spectrale. L'instrument utilise deux nouvelles technologies complémentaires : neuf paires de grilles fines réalisées en matériau à masse atomique élevée (tungstène et molybdène) servant à localiser l'origine des émissions et des détecteurs constitués de cristaux de germanium permettant de mesurer le niveau d'énergie des photos incidents avec une précision d'environ 1 keV. Lors des épisodes particulièrement intenses des atténuateurs peuvent être déployés devant les détecteurs éviter la saturation des cristaux de germanium. La résolution spatiale obtenue est de deux secondes d'arc pour les particules d'une énergie allant jusqu'à 100 keV, sept secondes d'arc jusqu'à 400 keV et 36 secondes d'arc au-dessus de 1 MeV. La résolution temporelle pour une image détaillée est de deux secondes. Le champ de vue couvre l'ensemble du Soleil environ 1 minute d'arc.
Chaque paire de grilles d'un diamètre d'environ 9 centimètres est maintenue avec une grande précision à une distance de 1,55 mètres l'une de l'autre et est constituée  d'un réseau serré de barreaux parallèles très fins et faiblement espacés (chaque paire de grille a des spécifications différentes, la distance entre deux ensembles barreau+espace est comprise entre 0,034 et 2,754 millimètres). La direction des photons n'étant généralement pas parallèle à l'axe du tube supportant les grilles ils sont selon le cas masqué par la grille ou au contraire détecté par le cristal de germanium. La rotation du satellite à 15 tours par minute produit sur le détecteur une image fluctuante du flux de photons qui à l'aide d'un logiciel permet de reconstituer la position de leur source à la surface du Soleil.

## Déroulement de la mission
L'observatoire solaire est placé en orbite le 5 février 2002 par un lanceur aéroporté Pegasus XL largué par son avion porteur L-1011 à une altitude de 11,8 kilomètres et à 180 kilomètres à l'est-sud-est de la base de lancement de Cap Canaveral. Il est placé en orbite terrestre basse à une altitude de (600 km) avec une inclinaison de 38° (sa période orbitale est de 96,98 minutes). Après avoir fonctionné durant 16 ans, RHESSI, qui rencontre des problèmes au niveau de son système de télécommunications, est décommissionné. La mission s'achève en août 2018. RHESSI est détruit le 20 avril 2023 lors de sa rentrée dans l'atmosphère.

## Résultats
Durant sa vie opérationnelle RHESSI a collecté des données sur plus de 75 000 éruptions solaires. Le 15 avril 2002, les observations d'une puissante éruption solaire montrent deux sources distinctes de rayonnement X : l'une dans la partie supérieure de l'atmosphère solaire l'autre plus bas. Les scientifiques en conclurent qu'une quantité d'énergie énorme avait été libérée entre ces deux points et qu'une partie de l'énergie avait été transformé en un nuage de plasma chaud dans la partie supérieure de l'atmosphère solaire donnant naissance à une éjection de masse coronale tandis que l'autre fraction de l'énergie avait été projetée vers la surface de l'astre créant une éruption solaire. Ce nouveau type d'événement, qui lie une éruption solaire à une éjection de masse coronale, est baptisé événement solaire éruptif .
Les observations effectuées par RHESSI sont à l'origine de questions entièrement nouvelles sur les éruptions solaires. Le 23 juillet 2002 a lieu la première éruption solaire suffisamment puissante pour permettre d'en reconstituer une image. Le résultat remet en cause les hypothèses depuis longtemps admises sur la manière dont les éruptions accélèrent les particules. Jusque là les scientifiques pensaient que les rayonnements X comme gamma étaient produits au même endroit, au pied des énormes boucles magnétiques, les premiers étant produits par la collision des électrons avec l'atmosphère solaire, les seconds par la collision des ions avec cette dernière. RHESSI localise comme prévu l'émission du rayonnement X en deux endroits situés au pied de de la boucle interne de l'éruption solaire. Par contre la source du rayonnement gamma est localisée à 15000 kilomètres au sud des sites émettant le rayonnement X. Apparemment le champ magnétique du Soleil parvient à séparer électrons et ions soit par leur masse soit par leur charge électrique lorsqu'ils sont éjectés à une vitesse proche de celle de la lumière. Jusque là les scientifiques pensaient que les particules étaient accélérés lorsque lorsque le champ magnétique se reconnectait mais un processus aussi simple ne pouvait expliquer les observations de RHESSI. De nombreux processus peuvent expliquer comment les éruptions solaires séparent les particules par leurs masses. Les particules pourraient être également séparées par leur charge électrique les électrons portant une charge négative et les ions une charge positive.  
RHESSI a détecté des annihilations électron-positron (ligne d'émission à 511 keV). Les observations remettent en question les théories sur la manière dont les éruptions solaires créent et détruisent l'antimatière. L'éruption solaire du 23 juillet a produit un demi-kilogramme d'antimatière. Celle-ci est produite lorsque les particules accélérées par les éruptions solaires entrent en collision avec l'atmosphère solaire. Il était théorisé que l'antimatière était détruite tout près de son lieu de production caractérisée par une forte densité de matière normale. Mais les données de RHESSI ont montré que cette destruction est intervenue dans des régions où les températures élevées rendaient la densité de particules 1000 fois moins importante que dans la région où l'antimatière avait été produite. Cette observation est difficile à expliquer.
Les observations de RHESSI rapprochées de celles effectuées par les observatoires WIND et ACE ont démontré que les ions et les électrons produits par les éruptions solaires ne sont pas responsables des particules énergétiques détectées à proximité de la Terre. Il semblerait qu'un processus d'accélération différent est à l'oeuvre qui serait associé avec des chocs produits par les éjections de masse coronale. Mais parfois les particules énergétiques présentes en orbite basse ont bien pour origine l'éruption solaire comme dans le cas de l'éruption du 20 janvier 2005, la plus puissante observée depuis cinq décennies.    